# Ramon Fontanilles i Junyent
Ramon Fontanilles i Junyent (Barcelona, 1913 — Barcelona, 1979) fou un escriptor català.
Va néixer el 17 d'abril de 1913, al si d'una família treballadora. Als 14 anys va començar a treballar de meritori en una oficina. Va viure a l'Hospitalet de Llobregat des de finals de la dècada de 1950, en concret, a La Torrassa.
Durant la Guerra, fou vocal de la junta de govern del sindicat SACC-UGT. En la seva joventut també va practicar la pintura. Publicà les novel·les La ploma groga (1953), d'un to humorístic, La cort maia de Txikinamit (1956) i El solar (1956), de caràcter més realista. Va escriure alguns textos més, que no van arribar a ser publicats. Entre elles, Primera categoria, va quedar entre els finalistes del Premi Joanot Martorell (l'actual Premi Sant Jordi de novel·la) l'any 1955. També va escriure l'obra de Teatre El secret d'Anna.